# Mikael Agricola
Mikael Agricola (ur. ok. 1510 w Torstila, zm. 9 kwietnia 1557 w Kyrönniemi) – fiński duchowny uznawany za twórcę literackiego języka fińskiego, jeden z czołowych działaczy reformacyjnych w Szwecji (której częścią była wówczas Finlandia) nazwany „fińskim Lutrem”. W 1554 konsekrowany na luterańskiego biskupa Turku. Tłumacz Nowego Testamentu, modlitewników, pieśni i liturgii nabożeństwa na język fiński. Twórca zasad fińskiej ortografii. Zmarł nagle podczas powrotu z negocjacji z Rosjanami.

## Życiorys

### Wczesne życie
Mikael Olavinpoika („syn Olaviego”, Mikko Olavinpoika, Michael Olaui, lub według niektórych szwedzkich dokumentów – Mikkel Olafsson) urodził się we wsi Torstila (szw. Torsby) w parafii Pernaja w Finlandii Południowej około 1510. Otrzymał imię patrona kościoła w Pernaja. Dokładna data jego urodzin, jak większość szczegółów jego życia, jest nieznana. Pochodził ze stosunkowo bogatej chłopskiej rodziny. Miał trzy siostry, których imiona nie są znane. Ponieważ wyróżniał się talentem językowym, skierowano go do nauki w szkole łacińskiej w Wyborgu (fiń. Viipuri).

### Agricola jako student
Podczas nauki w Viipuri otrzymał przydomek Agricola („rolnik”); przydomki oparte na statusie i zawodzie ojca były w tym czasie powszechne na uczelniach. Prawdopodobnie to tam Agricola po raz pierwszy zetknął się z tezami reformacji i humanizmu. Zwierzchnikiem zamku w Wyborgu był niemiecki hrabia Johann, sługa króla Szwecji Gustawa I Wazy, zwolennik reformacji.
W 1528 przeniósł się do Turku, głównego ośrodka szwedzkiej władzy w Finlandii i siedziby diecezji. Tam podjął służbę u biskupa Martina Skytte oraz spotkał pierwszego fińskiego ucznia Marcina Lutra, Petrusa Särkilahti, żarliwego propagatora idei reformacji. Särkilahti zmarł w 1529, a Agricola postanowił kontynuować jego dzieło. Został ordynowany na księdza około 1531.
W 1536 biskup Turku wysłał go na studia do Wittenbergi w Niemczech, gdzie studiował u Lutra i jego najbliższego współpracownika, Filipa Melanchtona. Pogłębił tam znajomość języka greckiego. Obaj reformatorzy rekomendowali go Gustawowi Wazie. Za pieniądze otrzymane w ramach stypendium od króla kupił książki, m.in. wszystkie prace Arystotelesa. W 1537 rozpoczął tłumaczenie Nowego Testamentu na język fiński.

### Agricola jako rektor i biskup
W 1539, po uzyskaniu stopnia magistra, Agricola powrócił do Turku i został rektorem tamtejszej szkoły katedralnej. Nie lubił swojej pracy, swych studentów nazywał „nieoswojonymi zwierzętami”. W tym czasie Gustaw Waza skonfiskował majątek kościelny i uczynił luteranizm religią panującą. W 1544 Agricola otrzymał rozkaz, by kilku utalentowanych studentów wysłał do biura podatkowego w Sztokholmie. Według niektórych opinii, Agricola zwlekał z wykonaniem polecenia, aż otrzymał je ponownie, w bardziej zdecydowanym tonie, co miało zaowocować pogorszeniem relacji z władcą.
W 1546 dom i uczelnia Agricoli spłonęły. 22 lutego 1548 Gustaw Waza nakazał mu odejść ze stanowiska rektora. W tym czasie był już żonaty, ale historia zna jego żonę tylko z nazwiska: Pirjo Olavintytär (Brygida, „córka Olaviego”; Birgitta Olafsdotter, Brigida Olaui). Miał jednego syna, urodzonego 11 grudnia 1550 Christiana Agricolę (Christianus Michaelis Agricola), późniejszego biskupa Tallinna.
Kiedy stary biskup zmarł w 1550, Gustaw Waza powierzył Agricoli obowiązki biskupie; w 1554 odbyła się konsekracja. W ten sposób Agricola został pierwszym niewyświęconym przez papieża fińskim biskupem.
W 1557 był członkiem delegacji, która wyruszyła do Rosji w celu zawarcia traktatu pokojowego kończącego trwający od 1555 konflikt. Przebywał w Moskwie od 22 lutego do 24 marca. W tym czasie dwukrotnie spotkał cara Iwana IV Groźnego. Podczas powrotu, 9 kwietnia zmarł w wyniku choroby we wsi Kyrönniemi na Przesmyku Karelskim. Został pochowany w kościele w Wyborgu (dokładna lokalizacja grobu nie jest znana).

## Dzieła

### Abckiria
Abckiria to pierwsze dzieło literackie w języku fińskim, napisane przez Agricolę podczas prac nad przekładem Nowego Testamentu. Zawierało alfabet, ćwiczenia pisowni i katechizm (zawierający Dekalog i Modlitwę Pańską). Po raz pierwszy zostało opublikowane w 1543. Pierwsze wydanie zawierało 16 stron, drugie, opublikowane w 1551, 24 strony. Żaden egzemplarz nie zachował się w całości.

### Rucouskiria
Rucouskiria to opublikowane w 1544 dzieło Agricoli, łączące w sobie zawierający 4 prefacje, 643 modlitwy i 29 pieśni modlitewnik oraz zamieszczony na początku kalendarz zawierający liczne informacje dotyczące astronomii, nauk przyrodniczych, medycyny oraz teologii. Zawierało około 900 stron. Oparte było na pracach Lutra, Melanchthona oraz Erazma z Rotterdamu.

### Se Wsi Testamenti(Nowy Testament)

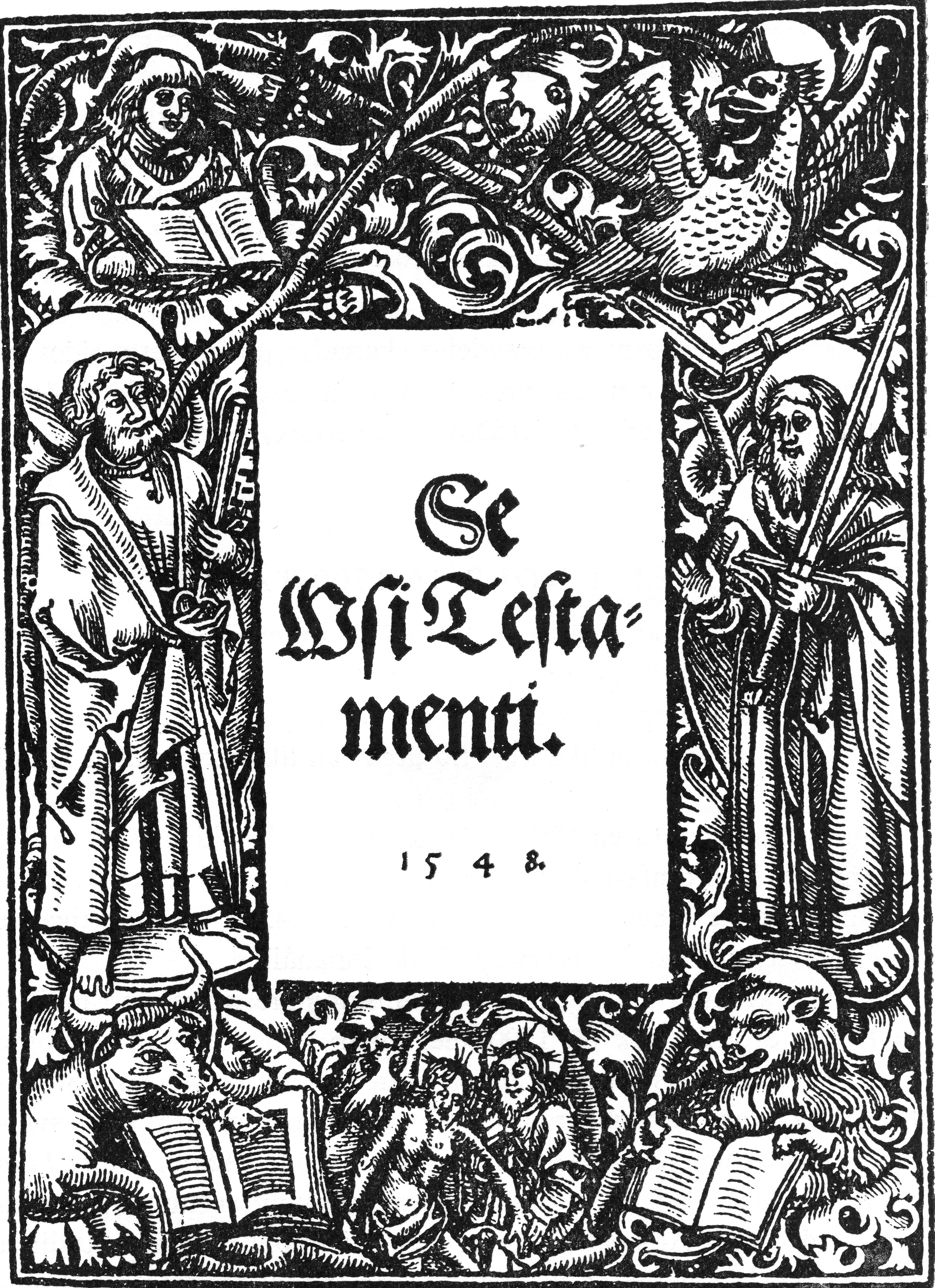
Okładka fińskiego przekładu Nowego Testamentu

Przekład Nowego Testamentu na język fiński został ukończony w 1548. Zawierał 718 stron i wiele ilustracji. W jego skład wchodziły dwa wstępy: praktyczny i teologiczny. Przekład oparty był na greckim tekście oryginalnym, a także tekście łacińskim, przekładzie Marcina Lutra oraz szwedzkim przekładzie Olausa Petriego.
Mikael Agricola rozpoczął także tłumaczenie Starego Testamentu. Prace nad nim przerwała śmierć Agricoli. Zdążył jednak przełożyć i opublikować fragmenty tej części Biblii.

### Trzy księgi liturgiczne
Kiedy Agricola przebywał w Wittenbergii przetłumaczył na język fiński trzy księgi liturgiczne, które zostały opublikowane w 1549.
Käsikirja Castesta ia muista Christikunnan Menoista zawierała liturgię chrztu, małżeństwa i pogrzebu oraz mowy do chorych, pogrążonych w żałobie i umierających. Było to tłumaczenie podobnej pracy Olaus Petri’ego oraz niewielkich fragmentów prac Caspara Huberinusa.
Messu eli Herran echtolinen zawierała liturgię nabożeństwa. Była również oparta na pracach Olaus Petriego oraz kilku manuskryptach w języku fińskim.
Se meiden Herran Jesusen Christusen Pina, ylesnousemus ia tauiaisen Astumus, niste Neliest Euangelisterist coghottuon mówiła o cierpieniach Jezusa Chrystusa. Duży wpływ na nią miał Jan Bugenhagen.